# Dima orientalis
Dima orientalis (лат.) — вид жуков-щелкунов (Elateridae) из подсемейства Dendrometrinae.

## Распространение
Встречается в Южной Европе: Болгария.

## Описание
Взрослый жук имеет длину от 11,5 до 13,4 мм и ширину около 5 мм. Основная окраска тела коричневая, ноги красновато-коричневые, опушение желтоватое.
Видовое название (orientalis) связано с распространением в восточной части Балканского полуострова.